# Listă de conace din România
Mai jos este o listă de conace declarate monumente istorice de către Ministerul Culturii și Cultelor din România:

## București
1. Conacul Golescu-Grant, Crângași [1]
2. Casa prințesei Cleopatra Trubețkoi [2]
3. Casa Miclescu, Șoseaua Kiseleff [3]

## Banat
1. Conacul Ambrozi , Remetea Mare (1820)
2. Conacul Atanasievici, Valeapai (sec.XIX)
3. Conacul Banloc, Banloc (1793)
4. Conacul Csekonics, Jimbolia (sec.XVIII)
5. Conacul Gudenus , Gad (sec.XIX)
6. Conacul Juhasz , Zăgujeni (1896)
7. Conacul Liptay , Lovrin (1820)
8. Conacul familiei Mocioni , Foeni (1750)
9. Conacul Nako , Sânnicolau Mare (1864)
10. Conacul Nikolici, Rudna (sec XIX)
11. Conacul Petala, Clopodia (1840)
12. Conacul San Marco, Comloșu Mare (1840-1856)
13. Conacul Hodoni, Hodoni
14. Conacul Mașloc, Mașloc

## Sătmar
- Conacul Wesselényi din Hodod [4]

## Muntenia

### Argeș
1. Conacul Periețeanu, Davidești [5]
2. Conacul Macca, Miroși [6]

### Buzău
1. Conacul Marghiloman[7]

### Dâmbovița
1. Conacul Văcăreștilor, Văcărești [8]

### Giurgiu
1. Conacul Mociornița, Singureni, Giurgiu (1930)
2. Conacul Drugănescu, Stoenești [9]

### Ialomița
1. Conacul boierului Bolomey, Cosâmbești, Ialomița[10][11][12]
2. Conacul Hagianoff, comuna Manasia, Ialomița[13]
3. Conacul Chiroiu din Condeești[14]
4. Conacul Marghiloman din Hagiești

### Ilfov
1. Conacul Filipescu, Copăceni[15]
2. Conacul de la Herești [16][17][18]

### Prahova
1. Conacul și domeniul „Costache Cantacuzino”, Râfov[19]

## Moldova

### Bacău
1. Conacul familiei George Știrbey de la Dărmănești[20]
2. Conacul boieresc de la Negoiești, Negoiești[21]
3. Conacul Zarifopol din Cârligi[22]
4. Conacul Buzdugan din Gheorghe Doja
5. Conacul Toader Buhuși

### Botoșani
1. Conacul Miclescu, Călinești, Botoșani[23]

### Galați
1. Palatul lui Costache Conachi, Țigănești[24]

### Iași
1. Conacul lui Ion Inculeț din Bârnova, Bârnova, Iași
2. Conacul Cantacuzino-Pașcanu din Ceplenița, Ceplenița, Iași
3. Conacul Alexandrescu, Șcheia
4. Conacul Cantacuzino, Șerbești
5. Conacul Carp, Țibănești, Iași
6. Conacul Negruzzi, Voinești, Iași
7. Conacul Cantacuzino-Deleanu, Deleni, Iași
8. Conacul din Poieni[25]

### Neamț
1. Conacul Catargi, Tupilați, Neamț
2. Conacul Krupenschi, Podoleni[26][27][28]

### Vaslui
1. Conacul Dimachi-Arghiropol, Gugești, Vaslui
2. Conacul Rosetti-Balș, Pribești, Vaslui
3. Conacul Rosetti-Solescu, Solești, Vaslui
4. Conacul Prezan, Schinetea, Vaslui
5. Conacul Palade, Suseni, Vaslui
6. Conacul Lambrino, Butucărie, Vaslui

### Vrancea
1. Conacul boierului Ramniceanu, alias Tănase Scatiu, Bonțești, Vrancea[29]

## Oltenia

### Gorj
1. Conacul lui Dimitrie Culcer, Dobrița [30]

### Olt
1. Conacul Neamțu din Olari, Olari[31]
2. Conacul Nicolae Coculescu din  Constantinești
3. Conacul Romanov din Pleșoiu din  Pleșoiu
4. Conacul Brătășanu din Poiana din  Poiana

## Transilvania

### Cluj
1. Conacul Cuzdrioara din Cuzdrioara, Cluj
2. Conacul Octavian Goga din Ciucea din Ciucea, Cluj
3. Conacul Paget din Câmpia Turzii din Câmpia Turzii
4. Conacul Szentkereszty-Bethlen din Câmpia Turzii din Câmpia Turzii
5. Conacul Vitez din Copăceni din Copăceni, Cluj
6. Conacul Betegh din Câmpia Turzii din Câmpia Turzii
7. Conacul Bethlen din Câmpia Turzii din Câmpia Turzii
8. Conacul Laszay-Filip din Nădășelu din Nădășelu, Cluj
9. Conacul Thoroczkai-Betegh din Câmpia Turzii din Câmpia Turzii
10. Conacul Banffy din Turea din Turea, Cluj
11. Conacul Kemény din Iara din Iara, Cluj
12. Conacul Beldi din Iara din Iara, Cluj
13. Conacul Teleki din Iara din Iara, Cluj
14. Conacul Barcsay din Huedin din Huedin, Cluj
15. Conacul Gallus din Gilău din Gilău, Cluj
16. Conacul Laszay din Gârbău din Gârbău, Cluj
17. Conacul Kemény din Cămărașu din Cămărașu, Cluj

### Hunedoara
1. Conacul Klobosiski din Gurasada